# تيموثي سيمونز
تيموثي سيمونز (بالإنجليزية: Timothy Simmons)‏ هو دبلوماسي بريطاني، ولد في 8 أبريل 1960.